# Jang Won-young
Jang Won-young (kor. 장원영, Jang Won Young, ur. 31 sierpnia 2004), znana jako Wonyoung – południowokoreańska piosenkarka i modelka. Jest ona członkinią girlsbandu IVE, należącego do Starship Entertainment oraz byłą członkinią girlsbandu IZ*ONE, do którego dołączyła po zdobyciu pierwszego miejsca w telewizyjnym programie survivalowym Produce 48 organizowanym przez Mnet.

## Młodość i edukacja
Jang Wonyoung urodziła się 31 sierpnia 2004 roku.
Po rozpoczęciu aktywności w zespole IZ*ONE, w kwietniu 2019 roku Off the Record ogłosiło, że Wonyoung i jej rodzice zamierzają przejść na tryb nauki domowej. W związku z tym opuściła Yonggang Middle School i napisała egzamin kwalifikacyjny. Wonyoung zdała z idealnym wynikiem w języku koreańskim, angielskim i matematyce. Aktualnie jest uczennicą w School of Performing Arts Seoul (SOPA).

## Kariera

### 2018– obecnie: Piosenkarstwo

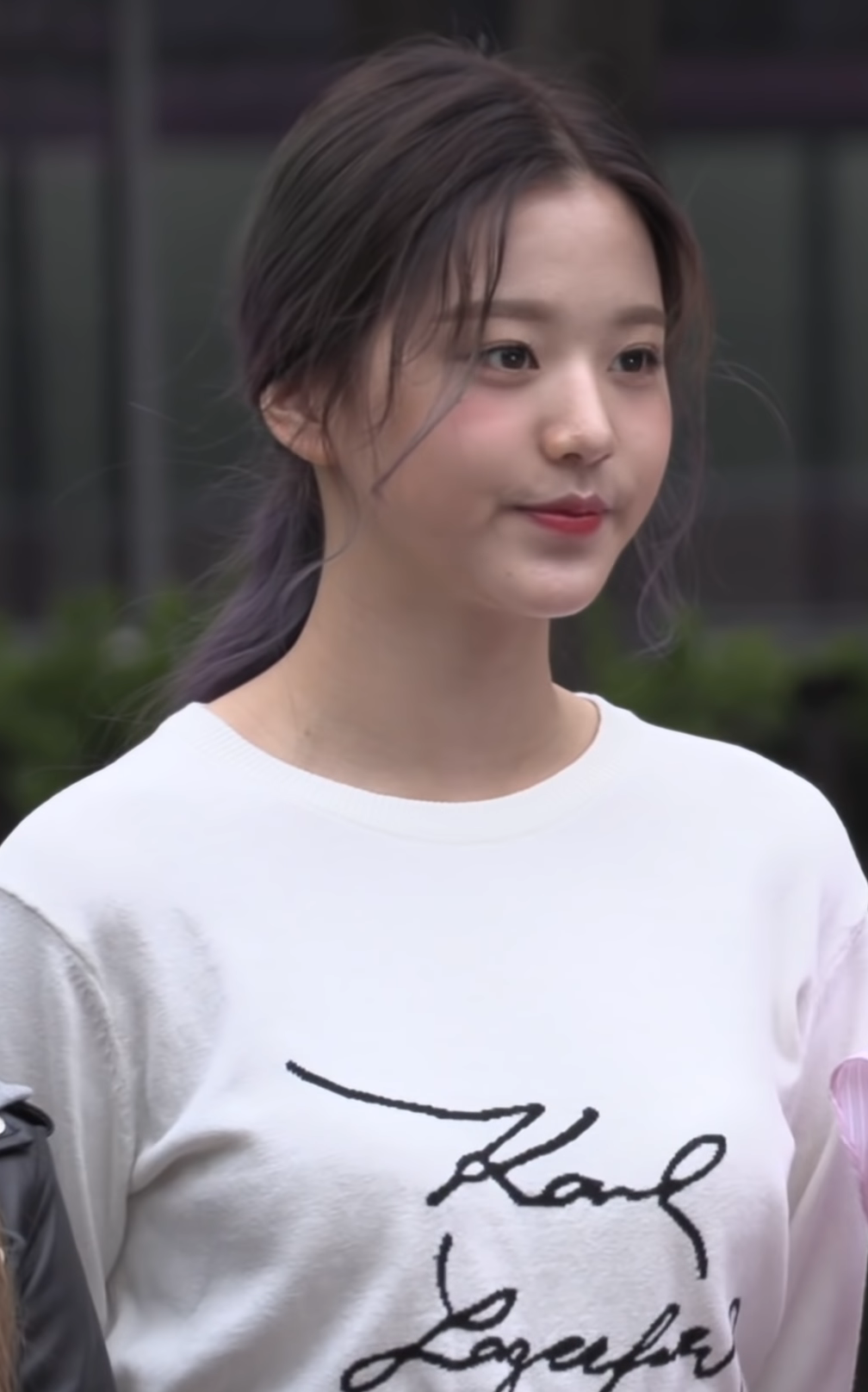
Won-young na Music Banku (kwiecień 2019)

#### 2018–2021: Produce 48 i IZ*ONE
Od 15 czerwca do 31 sierpnia 2018 Wonyoung wraz z An Yujin oraz Cho Kahyeon reprezentowała Starship Entertainment w telewizyjnym programie survivalowym Produce 48. Zajęła ona pierwsze miejsce, co przesądziło o jej debiucie w IZ*ONE.
Koreański debiutancki minialbum IZ*ONE – Color*Iz – został wydany 29 października 2018 roku przez wytwórnię muzyczną Off the Record z La Vie en Rose (z fr. Życie na różowo) jako piosenka tytułowa. Minialbum i główny singiel zaliczyły natychmiastowy sukces, pozwalając grupie na zdobycie nagród the New Artist of the Year (z ang. Nagroda Najlepszego Nowego Artysty Roku) na wielu ceremoniach wręczenia nagród, takich jak Golden Disc Awards czy Seoul Music Awards.
Japoński debiutancki singiel grupy – Suki to Iwasetai (z jap. Chcę, żebyś powiedział, że mnie lubisz) – został wypuszczony 6 lutego 2019 roku przez wytwórnię muzyczną EMI Records, należącą do UMG. W czasie promocji japońskiego debiutu grupy Wonyoung wraz z japońską członkinią Sakurą Miyawaki zostały wybrane do uczestnictwa we współpracy pomiędzy Nogizaka46, Keyakizaka46 i AKB48 podczas FNS Music Festival.
Grupa zakończyła działalność 29 kwietnia 2021 roku.

#### 2021– obecnie: Rozpoczęcie pracy gospodarza i IVE
Po rozwiązaniu IZ*ONE Wonyoung powróciła do trenowania pod Starship Entertainment wraz z jej koleżanką z grupy, Ahn Yujin. We wrześniu 2021 została ona ogłoszona jednym z gospodarzy na Music Banku razem z Sunghoonem z grupy Enhypen. Jej kontrakt jako gospodarz na Music Banku został przedłużony rok później, jednak tym razem pracę tą wykonywała wraz z Lee Cheaminem.
4 listopada 2021 roku Starship Entertainment ogłosiło, że Wonyoung będzie jedną z członkiń ich nowego girlsbandu IVE. Prawie miesiąc później, 1 grudnia 2021 roku Wonyoung oficjalnie zadebiutowała jako członkini zespołu IVE wraz z wydaniem ich pierwszego minialbumu Eleven, który zawiera singiel o tej samej nazwie oraz piosenkę Take It.
Wonyoung została wybrana do zostania gospodarzem podczas Asia Artist Awards 2021 w grudniu razem z Leeteukiem. W lipcu 2022 ponownie została gospodarzem na Asia Artist Awards 2022 w Japonii. W tym samym roku została ogłoszona jednym z gospodarzy KBS Song Festival 2022 wraz z Na Inwoo i Kim Shinyoungiem.

### 2019– obecnie: Modeling
Podczas okresu trenowania pod Starship Entertainment na początku 2018 roku, Wonyoung była modelką w teledysku sponsorowanym przez Pepsi KOREA o tytule LOVE IT LIVE IT, wraz z YDPP i Park Sunem.

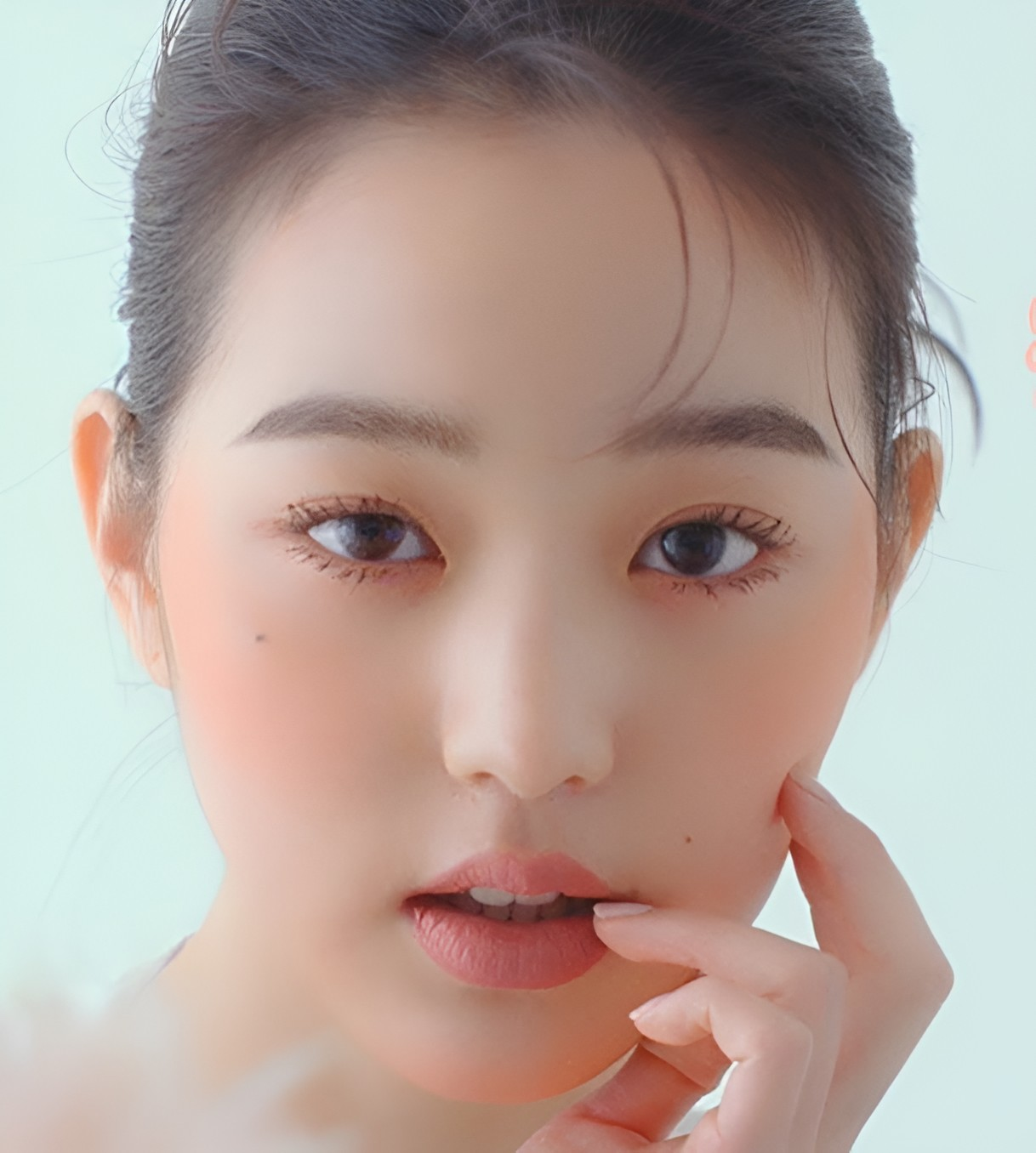
Jang Won-young jako modelka podczas współpracy z BEAUTY+ (marzec 2021)

Na początku września 2019 roku, Wonyoung przeszła po wybiegu podczas 29. Tokyo Girls Collection 2019 jesień/zima, organizowanym w Saitama Super Arena, który był jej debiutanckim wybiegiem. W tym samym roku pojawiła się ponownie na wybiegu 29. Tokyo Girls Collection 2019 jesień/zima w Kitakyushu.
Wraz z aktywnościami w IZ*ONE, Wonyoung pojawiła się jako modelka promocyjna na okładkach wielu magazynów, takich jak Beauty Plus, Vogue Korea czy Elle Korea, w których przestawiała produkty kosmetyczne marek Dior, Miu Miu czy Laura Mercier.
W 2021 roku Wonyoung została wybrana jako modelka do występu w teledysku ZERO:ATTITUDE sponsorowanego przez Pepsi pod imieniem IZ*ONE for Pepsi 2021 K-pop Campaign.
Po rozwiązaniu IZ*ONE pojawiła się w wielu filmach modowych, np. promującym kolekcję Joséphine od Chaumet lub kolekcję Maritime Miu Miu.
Wonyoung jest ambasadorką marek Innisfree (naturalne kosmetyki), Miu Miu (odzież), GOSHPHERES (odzież golfowa) oraz Fred Joailler (biżuteria i zegarki), którą reprezentowała w numerze Marie Claire Korea, wydanym we wrześniu 2022 roku. Została także ogłoszona muzą Kirsh i Hapa Kristin. Oprócz tego modelowała dla marek Suecomma Bonnie, SK Telecom, a także Eider.
W czerwcu 2022 Wonyoung wraz z koleżanką z grupy, ⁣Leeseo, wzięły udział w kampanii Pepsi 2022 K-Pop Campaign, która była współpracą pomiędzy IVE, Cravity i Oh My Girl w produkcji teledysku promocyjnego Blue & Black.

## Dyskografia

### Single promocyjne
| Tytuł                                                     | Rok wydania | Album               |
| --------------------------------------------------------- | ----------- | ------------------- |
| Blue & Black (z Leeseo, Hyojungiem, Arin, Serim i Jungmo) | 2022        | Singiel bezalbumowy |

### Zasługi w kompozycji
| Tytuł         | Rok wydania | Wykonawca | Album        | Uwagi               |
| ------------- | ----------- | --------- | ------------ | ------------------- |
| Dreamlike     | 2020        | IZ*ONE    | BLOOM*IZ     | jako autorka tekstu |
| With*One      | 2020        | IZ*ONE    | Oneric Diary | jako autorka tekstu |
| Mine          | 2023        | IVE       | I've IVE     | jako autorka tekstu |
| Shine with Me | 2023        | IVE       | I've IVE     | jako autorka tekstu |

## Filmografia

### Programy telewizyjne
| Rok  | Tytuł      | Rola        | Uwagi                                  |
| ---- | ---------- | ----------- | -------------------------------------- |
| 2018 | Produce 48 | Zawodniczka | Ukończyła program na pierwszym miejscu |

### Prowadzenie programów telewizyjnych
| Rok       | Tytuł                   | Uwagi                           |
| --------- | ----------------------- | ------------------------------- |
| 2021–2023 | Music Bank              | z Sunghoonem i Lee Chae-minem   |
| 2021      | 2021 Asia Artist Awards | z Leeteukiem                    |
| 2021      | 2021 KBS Song Festival  | z Arin, Soobinem, i Sunghoonem  |
| 2022      | 7. Asia Artist Awards   | z Leeteukiem                    |
| 2022      | 2022 KBS Song Festival  | z Kim Shin-youngiem i Na In-woo |

### Teledyski
| Tytuł                                                     | Rok              | Reżyser                          | Długość trwania  |
| Sigle promocyjne                                          | Sigle promocyjne | Sigle promocyjne                 | Sigle promocyjne |
| --------------------------------------------------------- | ---------------- | -------------------------------- | ---------------- |
| Blue & Black (z Leeseo, Hyojungiem, Arin, Serim i Jungmo) | 2022             | Choi Young-ji (PINKLABEL VISUAL) | 3:37             |

### Występy w teledyskach
| Rok  | Tytuł piosenki  | Wykonawca |
| ---- | --------------- | --------- |
| 2018 | Love It Live It | YDPP      |

## Nagrody i nominacje
| Ceremonia rozdania nagród | Rok  | Kategoria                              | Wynik     |
| ------------------------- | ---- | -------------------------------------- | --------- |
| KBS Entertainment Awards  | 2021 | Best Couple Award (z Park Sunghoonem)  | Wygrana   |
| KBS Entertainment Awards  | 2021 | Rookie Award w kategorii Show/Variety  | Nominacja |
| Korea Youth Hope Awards   | 2022 | Korea Youth Hope Award (Entertainment) | Wygrana   |